# Fútbol Club Deportivo Galicia
O Deportivo Galicia (atual Galicia de Aragua) foi um clube de futebol venezuela no início sediado na cidade  fundado em Caracas, mas migrou sua sede para a cidade de Maracay, no estado de Aragua.
O clube mantém grande rivalidade com a Portuguesa.

## História
O Deportivo Galicia foi fundado em Caracas por imigrantes provenientes da região espanhola da Galícia. O clube teve seu auge durante as décadas de 60 e 70, quando obteve seus quatro títulos e seis vice-campeonatos na Primera División Venezolana.
Rebaixado da Primera Divisão em 2002, o Deportivo Galicia hoje milita na Divisão Centro Oriental da Segunda División Venezolana. Em 2005, o clube transferiu-se para a cidade de Maracay, no estado de Aragua, quando teve o seu nome mudado para Galicia de Aragua.
Apesar dos fracos resultados nos últimos anos, o Galicia ainda ocupa a primeira colocação no ranking de clubes venezuelanos da Conmebol.

## Títulos
Campeão da Primera División Venezolana
- 1964
- 1969
- 1970
- 1974

Vice-campeão da Primera División Venezolana
- 1966
- 1967
- 1972
- 1975
- 1978
- 1979.

Campeão da Copa Venezuela
- 1966
- 1967
- 1969
- 1979
- 1981

Vice-campeão da Copa Venezuela
- 1970